# João Justiniano da Fonseca

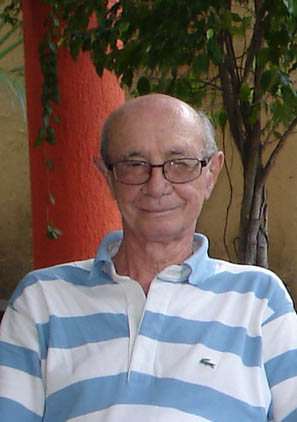
João Justiniano da Fonseca

João Justiniano da Fonseca (Rodelas, 30 de junho de 1920 — Salvador, 22 de janeiro de 2016) foi um poeta e político brasileiro.

## Biografia
Serviu ao Exército Brasileiro entre 1940 e 1944, tendo aí realizado o curso de formação de sargento. Servidor público aposentado, foi prefeito de sua cidade natal no período de 1967 a 1971, e em seguida foi vereador.

## Vida literária
É membro de diversas instituições culturais:
- Instituto Geográfico e Histórico da Bahia,
- União Brasileira de Trovadores (UBT),
- Casa do Poeta Brasileiro como correspondente,
- Academia Rio-grandense de Letras,
- Academia Petropolitana de Letras,
- Academia Petropolitana de Poesia Raul de Leoni,
- Casa do Poeta Rio-grandense.

## Obras
- Safiras e Outros Poemas - 1960 (poesia lírica)[4][5]
- Brados do Sertão (1963)(na então Imprensa Oficial da Bahia)(poesia épico-social), 2ª edição 1985[5]
- Sonhos de João (1974) (poesia lírica)[6][5]
- Sonetos de Amor e Passatempo [6] (1992)[5]
- Rio Grande do Sul (poesia vária) [6]
- Luiz Rogério de Sousa - Educador Emérito (resumo biográfico e coroa de sonetilhos) (1986)[5]
- Cacimba Seca (romance) (1985)[5]
- Terra Inundada (romance) (1986) [6][5]
- Grilagem (romance) (1991)[5]
- Aquele Homem (romance) (1993)[5]
- Rodelas, Curraleiros, Índios e Missionários (história da colonização na região das corredeiras do Rio São Francisco) (1997)[5]
- Rio Grande do Sul (poesia) (1997)[5]
- Sertão, Luz e Luzerna (contos) (2000)[6][5]
- Cantigas de Fuga ao Tédio (poesia lírica) (2002)[5]
- Memórias de Pedro Malaca (romance) (2003)[5]
- Crônicas dos Deuses ``História de Moisés, o Êxodo crônicas bíblicas
- Solidariedade ´´contos [6]
- Memorial Dulcina Cruz Lima ``biografia
- Colonização e Massacre `` romance histórico``
- No Correr do Tempo `` memórias
- Leveza do Soneto `` sonetos líricos
- A vida de Luiz Viana Filho - Biografia [6]
- Sinonímias a Luiz Rogério [6]